# Vitalij Mihajlovics Zsolobov
Vitalij Mihajlovics Zsolobov (orosz: Виталий Михайлович Жолобов) (Zburjevka, 1937. június 18. –) szovjet űrhajós.

## Életpálya
Bakuban az Azerbajdzsáni Kőolajipari és Vegyészeti Főiskolán tanult. 1959-től a hadsereg mérnök-tisztje. 1963. január 8-tól részesült űrhajóskiképzésben. 49 napot, 6 órát és 23 percet töltött a világűrben. 1974-ben a hadsereg politikai Akadémiáján diplomázott. 1981. január 7-ben köszönt el az űrhajósok családjától. Egy földtani kutatóintézet igazgatójaként tevékenykedett.

## Űrrepülések
1974-ben a Szojuz–14 űrhajó mentőlegénységének fedélzeti mérnöke. Az űrhajó személyzetet szállított a Szaljut–3 űrállomásra.
1974-ben Szojuz–15 űrhajó tartalék személyzetének fedélzeti mérnöke. Az űrhajó szállította a második legénységet a Szaljut–3 űrállomásra.
1976-ban a Szojuz–21 fedélzeti mérnöke volt. Az űrhajó az első űrhajósokat szállította a Szaljut–5 űrállomásra. A programot eredetileg 60 napra tervezték, de az űrállomáson keletkezett mérgező jellegű (hajtóanyag) szag megjelenésével félbeszakították a programot.
Bélyegen is megörökítették az űrrepülését.

## Kitüntetések
Megkapta a Szovjetunió Hőse kitüntetést és a Lenin-rendet.